# WS-Security
Web Services Security (WS-Security, WSS) är en standard för hur man implementerar säkra webbtjänster. Standarden avser hur kommunikationen skall göras konfidentiell, hur den skall tillämpa autentisering och hur meddelandenas integritet skall garanteras. WS-Security använder sig i sin tur av flera andra etablerade protokoll, tex SSL och XML Signature. 
I praktiken implementeras WS-Security genom en rad taggar som infogas i Header-elementet på ett SOAP-meddelande.